# Emerich Uherský
Emerich (maďarsky Imre, chorvatsky Emerik, slovensky Imrich; 1174 – 30. listopadu 1204) byl chorvatský a dalmatský vévoda, uherský král a chorvatský král pocházející z rodu Arpádovců.

## Život
Narodil se roku 1174 jako nejstarší syn uherského krále Bély III. a jeho první manželky Anežky, dcery Renauda de Châtillon. Za uherského krále byl korunován ještě za života svého otce v roce 1182. Znovu korunován byl v roce 1194, kdy byl svým otcem ustanoven vévodou chorvatským a dalmatským. Oženil se s Konstancií, dcerou aragonského krále Alfonsa II.
Po otcově smrti musel několikrát čelit revoltám svého mladšího bratra Ondřeje, které vyvolávaly neklid v celé zemi. Před svou smrtí nechal korunovat uherským králem svého malého syna Ladislava a jako poručníka, který měl spravovat zemi až do jeho dospělosti, mu určil právě Ondřeje. Ten se ale po Emerichově smrti choval k vdově Konstancii a čtyřletému chlapci velmi tvrdě, oba museli před ním uprchnout do Rakouska, kde Ladislav roku 1205 zemřel a na uherský trůn nastoupil jeho strýc Ondřej II.